# Nigglai
Nigglai je naselje v Občini Sachsenburg v Okraju Špital ob Dravi  na Koroškem v Avstriji.